# Katharina Huber
Katharina Huber (ur. 3 października 1995 w Leoben) – austriacka narciarka alpejska.

## Kariera
Po raz pierwszy na arenie międzynarodowej pojawiła się 2 grudnia 2010 roku w Sölden, gdzie w zawodach FIS zajęła 68. miejsce w slalomie. W 2015 roku wystąpiła na mistrzostwach świata juniorów w Hafjell, gdzie w zawodach drużynowych zdobyła srebrny medal. Na rozgrywanych rok później mistrzostwach świata juniorów w Soczi wywalczyła brązowy medal w slalomie.
W Pucharze Świata zadebiutowała 28 listopada 2015 roku w Aspen, zajmując 18. miejsce w slalomie. Tym samym już w debiucie zdobyła pierwsze pucharowe punkty. 19 marca 2021 roku w Lenzerheide razem z koleżankami i kolegami z reprezentacji zajęła trzecie miejsce w zawodach drużynowych.
Podczas igrzysk olimpijskich w Pekinie w 2022 roku zajęła piąte miejsce w superkombinacji. Była też między innymi siódma w slalomie na rozgrywanych trzy lata wcześniej mistrzostwach świata w Åre.

## Osiągnięcia

### Igrzyska olimpijskie
| Miejsce | Dzień     | Rok  | Miejscowość | Konkurencja     | Czas biegu | Strata | Zwyciężczyni   |
| ------- | --------- | ---- | ----------- | --------------- | ---------- | ------ | -------------- |
| 12.     | 9 lutego  | 2022 | Pekin       | Slalom          | 1:44,98    | +1,94  | Petra Vlhová   |
| 5.      | 17 lutego | 2022 | Pekin       | Superkombinacja | 2:25,67    | +3,13  | Michelle Gisin |

### Mistrzostwa świata
| Miejsce | Dzień     | Rok  | Miejscowość       | Konkurencja     | Czas biegu | Strata | Zwyciężczyni          |
| ------- | --------- | ---- | ----------------- | --------------- | ---------- | ------ | --------------------- |
| 7.      | 16 lutego | 2019 | Åre               | Slalom          | 1:57,05    | +2,80  | Mikaela Shiffrin      |
| 13.     | 15 lutego | 2021 | Cortina d’Ampezzo | Superkombinacja | 2:07,22    | +7,16  | Mikaela Shiffrin      |
| DNF1    | 20 lutego | 2021 | Cortina d’Ampezzo | Slalom          | 2:30,66    | -      | Katharina Liensberger |

### Mistrzostwa świata juniorów
| Miejsce | Dzień   | Rok  | Miejscowość | Konkurencja | Czas biegu | Strata | Zwyciężczyni        |
| ------- | ------- | ---- | ----------- | ----------- | ---------- | ------ | ------------------- |
| 28.     | 7 marca | 2015 | Hafjell     | Gigant      | 2:25,14    | +3,62  | Nina Ortlieb        |
| 2.      | 9 marca | 2015 | Hafjell     | Drużynowo   | ?          | ?      | Norwegia            |
| 12.     | 9 marca | 2015 | Hafjell     | Slalom      | 1:43,54    | +1,73  | Paula Moltzan       |
| DNF1    | 2 marca | 2016 | Soczi       | Gigant      | 2:12,39    | -      | Jasmina Suter       |
| 3.      | 5 marca | 2016 | Soczi       | Slalom      | 1:37,41    | +1,15  | Elisabeth Willibald |

### Puchar Świata

#### Miejsca w klasyfikacji generalnej
- sezon 2015/2016: 90.
- sezon 2016/2017: 111.
- sezon 2017/2018: 82.
- sezon 2018/2019: 65.
- sezon 2019/2020: 61.
- sezon 2020/2021: 58.
- sezon 2021/2022: 42.
- sezon 2022/2023: 67.
- sezon 2023/2024: 31.

#### Miejsca na podium w zawodach
Huber nie stała na podium indywidualnych zawodów PŚ.